# Gemma Bell
Pour les articles homonymes, voir Bell.
Pas d'image ? Cliquez ici

a Compétitions nationales et continentales officielles uniquement.

b Matchs officiels uniquement.
Gemma Bell, née le 17 juin 2004, est une joueuse internationale écossaise de rugby à XV évoluant au poste de troisième ligne aile. Elle joue aux Glasgow Warriors.

## Biographie
Née le 17 juin 2004, d'un père anglais et d'une mère écossaise, Gemma Bell commence la pratique du rugby à XV à l'âge de six ans. Elle joue à l'université d'Hartpury (en), d'abord au talonnage, puis en troisième ligne aile. Elle fait plusieurs apparitions avec le Gloucester-Hartpury RFC en Coupe d'Angleterre.
En 2023-2024, elle dispute le Celtic Challenge avec la nouvelle franchise d'Édimbourg Rugby. Elle est ensuite sélectionnée avec l'équipe d'Écosse des moins de 20 ans qui dispute la Summer Series à Parme ; elle est élue meilleure joueuse écossaise de la compétition.
En 2024-2025, elle rejoint l'effectif des Glasgow Warriors. Sélectionnée par l'équipe d'Écosse pour le Tournoi des Six Nations 2025, elle fait ses débuts internationaux contre l'Angleterre lors de la quatrième journée. Elle est la première joueuse des Warriors à devenir internationale.

## Palmarès
- Vainqueur du Championnat universitaire du Royaume-Uni en 2023 et 2024.